# Yuuho Ashibe
あしべゆうほ
Œuvres principales
- Bride of Deimos, Darkside Blues, Crystal☆Dragon

Yuuho Ashibe (あしべゆうほ, Ashibe Yuuho, née le 12 juillet 1949 à Misawa dans la préfecture d'Aomori) est une autrice de bande dessinée japonaise.
Elle est principalement connu(e) pour être l’auteur des mangas Bride of Deimos, Darkside Blues et Crystal☆Dragon.

## Biographie
En 1970, elle fait ses débuts avec Mademoiselle ni Goyousjin (別冊少女コミック) dans le Bessatsu Shoujo Comic (Shōgakukan). Depuis, elle a principalement travaillé pour le Monthly Princess et les magazines Bonita et Mystery Bonita (tous deux publiés par Akita Shoten). En 1988, Bride of Deimos (悪魔の花嫁) est porté en OAV. Darkside Blues (ダークサイド・ブルース, Dakusaido Burusu) est adapté en 1994 en tant qu’anime.
Bride of Deimos (悪魔の花嫁) a apporté une contribution majeure au Monthly Princess où il parait dès le premier numéro datant de 1975. Le manga est devenu un grand succès, avec un tirage total de plus de 10 millions d’exemplaires. Au cours de l’âge d’or du Monthly Princess qui a suivi, dans les années 1970 à 1980, Bride of Deimos se place comme un manga indispensable du magazine.
Du 1er septembre au 31 octobre 2021, une exposition de dessins originaux de la mangaka, Yume no Sekai Gensou no Kiseki (夢の世界 幻想の軌跡), a été organisée au japon pour célébrer le 50e anniversaire de sa carrière artistique.

## Œuvres
- Bride of Deimos (悪魔の花嫁, Akuma no Hanayome?). Débute dans le Monthly Princess en 1975. Scénario : Etsuko Ikeda.
- Cyrstal☆Dragon (クリスタル☆ドラゴン, Karisutaru Doragon?). Débute dans le Bonita en 1981, actuellement prépublier dans le Mystery Bonita.
- Darkside Blues (ダークサイド・ブルース, Dakusaido Burusu?). Scénario : Hidekyuki Kikuchi (菊地 秀行).
- Kaze no Norouta ~ Shaga-dama no Kami n Himegimi (風の呪歌〜射干玉の髪の姫君?).
- Ma Chigai no Jumon (魔・ちがいの呪文?).
- Mademoiselle ni Goyoushin (マドモアゼルにご用心?). Débute dans le Bessatsu Shōjo Comic de décembre 1970.
- Maju no Sumu Mori (魔獣の棲む森?)
- Otona e no Shuppatsu – Judai – Kokoro to Karada no Henka (おとなへの出発―十代-心とからだの変化?). Manga d’éducation sexuelle. Scénario : Rinsho Nara (奈良林祥).
- Raimei no fu (雷鳴の符?)
- Sheshiru ga Nuida… (セシルがぬいだ…?). -Débute dans le Bessatsu Shōjo Comic de juillet 1971.
- Teddy Bear (テディ・ベア?)
- Ushironoshoumendare? (うしろの正面だあれ??)

## Artbook
- Bride of Deimos – Phantom Uncollected Works & Secret Original Drawings (悪魔の花嫁 ― 幻の未収録作品&秘蔵原画集?), décembre 2009.  (ISBN 978-4-253-10207-0)